# Heliura pierus
Heliura pierus là một loài bướm đêm thuộc phân họ Arctiinae, họ Erebidae.